# Burns (Kansas)
Burns és una població dels Estats Units a l'estat de Kansas. Segons el cens del 2000 tenia 268 habitants.

## Demografia
Segons el cens del 2000, Burns tenia 268 habitants, 101 habitatges, i 79 famílies. La densitat de població era de 295,6 habitants per km².
Dels 101 habitatges en un 36,6% hi vivien nens de menys de 18 anys, en un 63,4% hi vivien parelles casades, en un 10,9% dones solteres, i en un 20,8% no eren unitats familiars. En el 17,8% dels habitatges hi vivien persones soles el 6,9% de les quals corresponia a persones de 65 anys o més que vivien soles. El nombre mitjà de persones vivint en cada habitatge era de 2,65 i el nombre mitjà de persones que vivien en cada família era de 2,94.
Per edats la població es repartia de la següent manera: un 29,1% tenia menys de 18 anys, un 8,2% entre 18 i 24, un 29,5% entre 25 i 44, un 17,5% de 45 a 60 i un 15,7% 65 anys o més.
L'edat mediana era de 36 anys. Per cada 100 dones de 18 o més anys hi havia 102,1 homes.
La renda mediana per habitatge era de 33.500 $ i la renda mediana per família de 39.000 $. Els homes tenien una renda mediana de 22.143 $ mentre que les dones 21.250 $. La renda per capita de la població era d'11.990 $. Entorn del 7,5% de les famílies i l'11,9% de la població estaven per davall del llindar de pobresa.

## Poblacions més properes
El següent diagrama mostra les poblacions més properes.